# Archaeogomphus hamatus
Archaeogomphus hamatus – gatunek ważki z rodziny gadziogłówkowatych (Gomphidae). Występuje na terenie Ameryki Południowej.